# كاترينا بانتي
كاترينا ماريانا بانتي (من مواليد 13 يونيو 1987) هي بحارة إيطالية متخصصة في في فئة القوارب الشراعية المختلطة ناكرا 17، حصلت على الميدالية الذهبية أولمبية مرتين مع شريكها روجيرو تيتا في دورة الألعاب الأولمبية الصيفية 2020 في طوكيو، في إينوشيما بعد منافسة مع البريطانيين آنا بيرنت وجون جيمسون. وتغلبوا عليهم وحصلوا على الميدالية الذهبية. كررا ذلك في دورة الألعاب الأولمبية الصيفية 2024 وفازا في الميدالية الذهبية.